# Christophe Pélissier
Christophe Pélissier (Revel, 5 ottobre 1965) è un allenatore di calcio ed ex calciatore francese di ruolo centrocampista, tecnico dell'Auxerre.

## Caratteristiche tecniche
Giocava come centrocampista centrale.

## Carriera

### Allenatore
Nella stagione 2016-2017 ha condotto l'Amiens alla prima storica promozione in Ligue 1 chiudendo il campionato al secondo posto.

## Statistiche

### Statistiche da allenatore
Statistiche aggiornate al 1 luglio 2025. In grassetto le competizioni vinte.
| Stagione        | Squadra         | Campionato      | Campionato | Campionato | Campionato | Campionato | Coppe nazionali | Coppe nazionali | Coppe nazionali | Coppe nazionali | Coppe nazionali | Coppe continentali | Coppe continentali | Coppe continentali | Coppe continentali | Coppe continentali | Altre coppe | Altre coppe | Altre coppe | Altre coppe | Altre coppe | Totale | Totale | Totale | Totale | % Vittorie | Piazzamento      |
| Stagione        | Squadra         | Comp            | G          | V          | N          | P          | Comp            | G               | V               | N               | P               | Comp               | G                  | V                  | N                  | P                  | Comp        | G           | V           | N           | P           | G      | V      | N      | P      | %          | Piazzamento      |
| --------------- | --------------- | --------------- | ---------- | ---------- | ---------- | ---------- | --------------- | --------------- | --------------- | --------------- | --------------- | ------------------ | ------------------ | ------------------ | ------------------ | ------------------ | ----------- | ----------- | ----------- | ----------- | ----------- | ------ | ------ | ------ | ------ | ---------- | ---------------- |
| gen.-giu. 2015  | Amiens          | CN              | 18         | 4          | 6          | 8          | CF              | 1               | 0               | 0               | 1               | -                  | -                  | -                  | -                  | -                  | -           | -           | -           | -           | -           | 19     | 4      | 6      | 9      | 21,05      | Sub. 11º         |
| 2015-2016       | Amiens          | CN              | 38         | 14         | 13         | 7          | CF              | 1               | 0               | 0               | 1               | -                  | -                  | -                  | -                  | -                  | -           | -           | -           | -           | -           | 39     | 14     | 13     | 8      | 35,90      | 3º (prom.)       |
| 2016-2017       | Amiens          | L2              | 38         | 19         | 9          | 10         | CF+CdL          | 1+1             | 0+0             | 0+0             | 1+1             | -                  | -                  | -                  | -                  | -                  | -           | -           | -           | -           | -           | 40     | 19     | 9      | 12     | 47,50      | 2º (prom.)       |
| 2017-2018       | Amiens          | L1              | 38         | 12         | 9          | 17         | CF+CdL          | 1+3             | 0+2             | 0+0             | 1+1             | -                  | -                  | -                  | -                  | -                  | -           | -           | -           | -           | -           | 42     | 14     | 9      | 19     | 33,33      | 13º              |
| 2018-2019       | Amiens          | L1              | 38         | 9          | 11         | 18         | CF+CdL          | 2+2             | 1+1             | 0+0             | 1+1             | -                  | -                  | -                  | -                  | -                  | -           | -           | -           | -           | -           | 42     | 11     | 11     | 20     | 26,19      | 15º              |
| Totale Amiens   | Totale Amiens   | Totale Amiens   | 166        | 58         | 48         | 60         |                 | 12              | 4               | 0               | 8               |                    | -                  | -                  | -                  | -                  |             | -           | -           | -           | -           | 178    | 62     | 48     | 68     | 34,83      |                  |
| 2019-2020       | Lorient         | L2              | 28         | 17         | 3          | 8          | CF+CdL          | 2+1             | 1+0             | 0+0             | 1+1             | -                  | -                  | -                  | -                  | -                  | -           | -           | -           | -           | -           | 31     | 18     | 3      | 10     | 58,06      | 1º (prom.)       |
| 2020-2021       | Lorient         | L1              | 38         | 11         | 9          | 18         | CF              | 2               | 1               | 0               | 1               | -                  | -                  | -                  | -                  | -                  | -           | -           | -           | -           | -           | 40     | 12     | 9      | 19     | 30,00      | 16°              |
| 2021-2022       | Lorient         | L1              | 38         | 8          | 12         | 18         | CF              | 1               | 0               | 0               | 1               | -                  | -                  | -                  | -                  | -                  | -           | -           | -           | -           | -           | 39     | 9      | 12     | 19     | 23,08      | 16°              |
| Totale Lorient  | Totale Lorient  | Totale Lorient  | 104        | 36         | 24         | 44         |                 | 6               | 2               | 0               | 4               |                    | -                  | -                  | -                  | -                  |             | -           | -           | -           | -           | 110    | 18     | 3      | 10     | 16,36      |                  |
| ott. 2022-2023  | Auxerre         | L1              | 26         | 6          | 8          | 12         | CF              | 3               | 1               | 1               | 1               | -                  | -                  | -                  | -                  | -                  | -           | -           | -           | -           | -           | 29     | 7      | 9      | 13     | 24,14      | Sub. 17° (retr.) |
| 2023-2024       | Auxerre         | L2              | 38         | 21         | 11         | 6          | CF              | 3               | 2               | 1               | 0               | -                  | -                  | -                  | -                  | -                  | -           | -           | -           | -           | -           | 41     | 23     | 12     | 6      | 56,10      | 1º (prom.)       |
| 2024-2025       | Auxerre         | L1              | 34         | 11         | 9          | 14         | CF              | 1               | 0               | 0               | 1               | -                  | -                  | -                  | -                  | -                  | -           | -           | -           | -           | -           | 35     | 11     | 9      | 15     | 31,43      | 11º              |
| Totale Auxerre  | Totale Auxerre  | Totale Auxerre  | 98         | 38         | 28         | 32         |                 | 7               | 3               | 2               | 2               |                    | -                  | -                  | -                  | -                  |             | -           | -           | -           | -           | 105    | 41     | 30     | 34     | 39,05      |                  |
| Totale carriera | Totale carriera | Totale carriera | 368        | 132        | 100        | 136        |                 | 25              | 9               | 2               | 14              |                    | -                  | -                  | -                  | -                  |             | -           | -           | -           | -           | 362    | 131    | 93     | 138    | 36,19      |                  |

## Palmarès

### Allenatore

#### Competizioni nazionali
- Championnat de France amateur: 1

Luzenac: 2008-2009
- Campionato francese di seconda divisione: 2

Lorient: 2019-2020
Auxerre: 2023-2024